# NGC 457
NGC 457 (denumit și Caldwell 13 sau Roiul Bufnița) este un roi deschis din constelația Cassiopeia. A fost descoperit de William Herschel în 8 august 1787, observat încă o dată de către John Herschel și se află la aproximativ 7 900 ani lumină depărtare de Soare. Se estimează că s-a format acum 21 de milioane de ani.

## Veiz și
- NGC 456
- NGC 458